# Loodgrijze bovist
De loodgrijze bovist (Bovista plumbea) is een kleine paddenstoel die behoort tot de familie Lycoperdaceae. Deze terrestrische saprotroof komt voor op droge tot vochtige zandgrond in hooilanden, vaak gemaaide graslanden, bermen en dijken en op open plekken en langs paden in bossen en duinstruweel. Ze leven vaak verspreid tot geclusterd in verstoorde gebieden, vooral in dun gras. Hij is wit als hij jong en grijsachtig. Hij kan gemakkelijk worden verward met onrijpe Bovista dermoxantha. Het hecht aan het substraat door een toefje mycelium.

## Kenmerken

### Uiterlijke kenmerken
Het vruchtlichaam van de sporocarp is 1,5 tot 3,5 cm breed, aan het substraat bevestigd door een plukje mycelium en bolvormig tot licht samengedrukt. Het exoperidium is wit, wordt bleekgeel tot lichtbruin en minutieus tomentose, en soms areolaat. Het schilfert uiteindelijk af of pelt af in vellen, de laatste treedt op bij rijping in hete, droge omstandigheden. Daarentegen zijn de endoperidiummembranen loodgrijs, met of zonder aanhangende fragmenten van exoperidium. Ze zijn eetbaar als ze jong en wit zijn, maar worden vaak als te klein beschouwd om te eten.

### Microscopische kenmerken
De sporen komen vrij via een kleine apicale kiempore. De gleba is wit, wordt groezelig geelachtig, olijfbruin, uiteindelijk donkerbruin en stevig van structuur. De subgleba en steriele basis zijn echter meestal afwezig. De sporen zijn 5,0-6,5 × 4,0-5,5 µm, eivormig, dikwandig en bijna glad, met een centrale oliedruppel en een steel van 7,5 tot 11,5 µm. Het capillitium is samengesteld uit afzonderlijke elementen, in plaats van verweven, hoofdtakken dikwandig, buigzaam, snel taps toelopend, min of meer dichotoom vertakkend, okerkleurig in KOH.

## Verspreiding
De Loodgrijze bovist komt veel voor in West-Europa en Californië. In Nederland komt de loodgrijze bovist zeer algemeen voor.